# Абрахам, Тэмми
Кевин Огхенетега Тамараеби Бакумо-Абрахам (англ. Kevin Oghenetega Tamaraebi Bakumo-Abraham; род. 2 октября 1997, Камберуэлл, Большой Лондон), более известный как Тэмми Абрахам (англ. Tammy Abraham) — английский футболист, нападающий клуба «Рома», выступающий на правах аренды за клуб «Бешикташ».

## Клубная карьера

### «Челси»

#### Начало карьеры
Абрахам родился в Лондоне. Пришёл в Академию «Челси» на уровень до 8 лет, пройдя всю систему академии «Челси». В сезоне 2014/15, Тэмми был частью молодёжной команды которая выиграла Молодёжный кубок Англии и Юношескую лигу УЕФА. В последней, проведя 7 матчей, отличился 4 раза. В двухматчевом финале против «Манчестер Сити», в выездной игре отметился дублем (3:1), а в ответной игре забил победный гол (2:1). 15 октября 2015 года, Абрахам подписал 4-летний контракт с «Челси» до конца сезона 2018/19. В сезоне 2015/16, команда повторила свой успех, снова выиграв эти турниры, а Абрахам в Юношеской лиги УЕФА забил восемь голов в девяти матчах, став вторым в списке бомбардиров. Он сохранил свою форму и в Молодёжном кубке Англии, забив победный гол в ответном финальном матче против «Манчестер Сити» (3:1). Его результаты на юношеском уровне (41 гол в 44 матчах) привлекли внимание главного тренера Гуса Хиддинка, который пригласил его тренироваться с основной командой в конце сезона 2015/16.
Дебютировал за «Челси» в официальной игре 11 мая 2016 года в матче перенесённого 30-го тура Премьер-лиги против «Ливерпуля» (1:1), заменив Бертрана Траоре, на 74 минуте. Затем на следующей неделе впервые вышел на «Стэмфорд Бридж» в домашнем матче с «Лестером» (1:1), снова заменив во втором тайме Траоре.

#### Аренда в «Бристоль Сити»
5 августа 2016 года Абрахам присоединился к клубу из Чемпионшипа «Бристоль Сити» на правах аренды до конца сезона и по прибытии получил футболку с вакантным номером девять. Он дебютировал уже на следующий день в матче с «Уиган Атлетик» (2:1), заменив Джоша Браунхилла на 67-й минуте и забив свой первый гол на 81-й минуте, хотя позже этот гол был переписан на Хёрдура Магнуссона.
В следующем матче он вышел в стартовом составе и забил единственный гол в победе над «Уиком Уондерерс» (1:0), благодаря которой «Бристоль» прошёл во второй раунд Кубка Лиги. 13 августа он сделал свой первый дубль на профессиональном уровне в матче с «Бертон Альбион» (2:1), в том числе забил победный гол на последней минуте. В сентябре он сделал ещё один дубль в матче с «Шеффилд Уэнсдей», в котором «Бристоль» в итоге проиграл (2:3). До конца месяца он забил ещё два гола, благодаря чему он был признан игроком сентября в Чемпионшипе. Также он получил награду Молодой игрок месяца Английской футбольной лиги.
31 января 2017 года Абрахам забил свой 16-й гол в Чемпионшипе в матче с «Шеффилд Уэнсдей» (2:2), и тем самым побил рекорд бывшего игрока «Фулхэма» Мусса Дембеле по наибольшему количеству голов в Чемпионшипе, забитых игроком в возрасте до 20 лет. Всего за сезон он забил 23 гола в чемпионате, уступив в гонке бомбардиров лишь Крису Вуду из «Лидс Юнайтед», а «Бристоль» занял 17-е место в таблице, избежав понижения в классе. По итогам сезона он был признан игроком года футбольного клуба «Бристоль Сити», Лучшим молодым игроком года и получил награду лучшего бомбардира команды. Он стал первым игроком в истории, получившим все три этих награды за один сезон.

#### Аренда в «Суонси Сити»
4 июля 2017 года «Челси» объявил о подписании нового пятилетнего контракта с Тэмми Абрахамом, после чего он отправился в аренду на сезон в «Суонси Сити». 12 августа он дебютировал за клуб в матче с «Саутгемптоном» (0:0), выйдя в стартовом составе. Через десять дней в матче Кубка Лиги с «Милтон-Кинс Донс» (4:1) он забил свой первый гол за клуб. Первый гол в Премьер-лиге случился в победном матче с «Кристал Пэлас» (2:0) 26 августа. 14 октября Тэмми сделал свой первый дубль за валлийский клуб в домашней победе над «Хаддерсфилд Таун» (2:0).

### «Рома»
17 августа 2021 Тэмми Абрахам подписал пятилетний контракт с итальянским клубом «Рома». «Челси» получит 40 миллионов евро и ещё 5 миллионов в качестве бонусов. Начиная с июня 2023 года, у «синих» будет возможность обратно выкупить Абрахама за 80 миллионов евро. Абрахам дебютировал за новый клуб в Серии А 22 августа 2021 года, выйдя в старте в матче с «Фиорентиной», где отдал две результативные передачи, благодаря чему «Рома» обыграла соперника со счётом 3:1. 20 марта 2022 года Абрахам отметился самым быстрым голом в римском дерби, забив мяч на 56-й секунде матча (в том матче Абрахам оформил дубль), а матч с «Лацио» окончился со счётом 3:0 в пользу «Ромы».

## Карьера в сборной
Выступал за сборные Англии до 18, до 19 и до 21 года лет. Дебют в главной сборной состоялся 10 ноября 2017 года в товарищеском матче со сборной Германии, где он вышел в стартовом составе и был заменён на 60-й минуте. Матч завершился нулевой ничьей.
Летом 2019 года был приглашён в сборную для участия в Чемпионате Европы среди молодёжных команд, который состоялся в Италии. Во втором матче в группе против Румынии он отличился голом на 87-й минуте, но его команда уступила 2:4.

## Достижения

### Командные
«Челси»
- Победитель Лиги чемпионов УЕФА: 2020/21
- Обладатель Суперкубка УЕФА: 2021
- Обладатель Молодёжного кубка Англии (2): 2015, 2016
- Победитель Юношеской лиги УЕФА (2): 2015, 2016

«Рома»
- Победитель Лиги конференций УЕФА: 2021/22

«Милан»
- Обладатель Суперкубка Италии: 2024

### Личные
- Входит в состав символической сборной Лиги конференций УЕФА: 2021/22[29]

## Статистика выступлений

### Клубная
| Выступление      | Выступление      | Выступление      | Лига | Лига | Кубок страны | Кубок страны | Кубок лиги | Кубок лиги | Еврокубки | Еврокубки | Прочие | Прочие | Итого | Итого |
| Клуб             | Лига             | Сезон            | Игры | Голы | Игры         | Голы         | Игры       | Голы       | Игры      | Голы      | Игры   | Голы   | Игры  | Голы  |
| ---------------- | ---------------- | ---------------- | ---- | ---- | ------------ | ------------ | ---------- | ---------- | --------- | --------- | ------ | ------ | ----- | ----- |
| Челси            | Премьер-лига     | 2015/16          | 2    | 0    | 0            | 0            | 0          | 0          | 0         | 0         | 0      | 0      | 2     | 0     |
| Челси            | Премьер-лига     | 2018/19          | 0    | 0    | 0            | 0            | 0          | 0          | 0         | 0         | 1      | 0      | 1     | 0     |
| Челси            | Премьер-лига     | 2019/20          | 34   | 15   | 3            | 0            | 1          | 0          | 8         | 3         | 1      | 0      | 47    | 18    |
| Челси            | Премьер-лига     | 2020/21          | 22   | 6    | 3            | 4            | 2          | 1          | 5         | 1         | 0      | 0      | 32    | 12    |
| Челси            | Итого            | Итого            | 58   | 21   | 6            | 4            | 3          | 1          | 13        | 4         | 2      | 0      | 82    | 30    |
| → Бристоль Сити  | Чемпионшип       | 2016/17          | 41   | 23   | 3            | 0            | 4          | 3          | —         | —         | —      | —      | 48    | 26    |
| → Бристоль Сити  | Итого            | Итого            | 41   | 23   | 3            | 0            | 4          | 3          | —         | —         | —      | —      | 48    | 26    |
| → Суонси Сити    | Премьер-лига     | 2017/18          | 31   | 5    | 5            | 2            | 3          | 1          | —         | —         | —      | —      | 39    | 8     |
| → Суонси Сити    | Итого            | Итого            | 31   | 5    | 5            | 2            | 3          | 1          | —         | —         | —      | —      | 39    | 8     |
| → Астон Вилла    | Чемпионшип       | 2018/19          | 40   | 26   | 0            | 0            | 0          | 0          | —         | —         | —      | —      | 40    | 26    |
| → Астон Вилла    | Итого            | Итого            | 40   | 26   | 0            | 0            | 0          | 0          | —         | —         | —      | —      | 40    | 26    |
| Рома             | Серия A          | 2021/22          | 37   | 17   | 2            | 1            | —          | —          | 14        | 9         | —      | —      | 53    | 27    |
| Рома             | Серия A          | 2022/23          | 38   | 8    | 2            | 0            | —          | —          | 14        | 1         | —      | —      | 54    | 9     |
| Рома             | Серия A          | 2023/24          | 8    | 1    | 0            | 0            | —          | —          | 4         | 0         | —      | —      | 12    | 1     |
| Рома             | Серия A          | 2024/25          | 1    | 0    | —            | —            | —          | —          | —         | —         | —      | —      | 1     | 0     |
| Рома             | Итого            | Итого            | 84   | 26   | 4            | 1            | —          | —          | 32        | 10        | —      | —      | 120   | 37    |
| → Милан          | Серия A          | 2024/25          | 28   | 3    | 5            | 4            | —          | —          | 9         | 2         | 2      | 1      | 44    | 10    |
| → Милан          | Итого            | Итого            | 28   | 3    | 5            | 4            | —          | —          | 9         | 2         | 2      | 1      | 44    | 10    |
| → Бешикташ       | Суперлига        | 2025/26          | 0    | 0    | 0            | 0            | —          | —          | 0         | 0         | —      | —      | 0     | 0     |
| → Бешикташ       | Итого            | Итого            | 0    | 0    | 0            | 0            | —          | —          | 0         | 0         | —      | —      | 0     | 0     |
| Всего за карьеру | Всего за карьеру | Всего за карьеру | 282  | 104  | 23           | 11           | 10         | 5          | 54        | 16        | 4      | 1      | 373   | 137   |

### Сборная
| Матчи Тэмми Абрахама за сборную Англии | Матчи Тэмми Абрахама за сборную Англии | Матчи Тэмми Абрахама за сборную Англии | Матчи Тэмми Абрахама за сборную Англии | Матчи Тэмми Абрахама за сборную Англии | Матчи Тэмми Абрахама за сборную Англии | Матчи Тэмми Абрахама за сборную Англии |
| №                                      | Дата                                   | Оппонент                               | Счёт                                   | Голы                                   | Соревнование                           |                                        |
| -------------------------------------- | -------------------------------------- | -------------------------------------- | -------------------------------------- | -------------------------------------- | -------------------------------------- | -------------------------------------- |
| 1                                      | 10 ноября 2017                         | Германия                               | 0:0                                    | —                                      | Товарищеский матч                      |                                        |
| 2                                      | 14 ноября 2017                         | Бразилия                               | 0:0                                    | —                                      | Товарищеский матч                      |                                        |
| 3                                      | 11 октября 2019                        | Чехия                                  | 1:2                                    | —                                      | Отборочные матчи ЧЕ-2020               |                                        |
| 4                                      | 14 октября 2019                        | Черногория                             | 7:0                                    | 1                                      | Отборочные матчи ЧЕ-2020               |                                        |
| 5                                      | 12 ноября 2020                         | Ирландия                               | 3:0                                    | —                                      | Товарищеский матч                      |                                        |
| 6                                      | 18 ноября 2020                         | Исландия                               | 4:0                                    | —                                      | Лига наций 2020/21                     |                                        |
| 7                                      | 9 октября 2021                         | Андорра                                | 5:0                                    | 1                                      | Отборочные матчи ЧМ-2022               |                                        |
| 8                                      | 12 октября 2021                        | Венгрия                                | 1:1                                    | —                                      | Отборочные матчи ЧМ-2022               |                                        |
| 9                                      | 12 ноября 2021                         | Албания                                | 5:0                                    | —                                      | Отборочные матчи ЧМ-2022               |                                        |
| 10                                     | 15 ноября 2021                         | Сан-Марино                             | 10:0                                   | 1                                      | Отборочные матчи ЧМ-2022               |                                        |
| 11                                     | 11 июня 2022                           | Италия                                 | 0:0                                    | —                                      | Лига наций 2022/23                     |                                        |